# Sint-Michielsgestel (gemeente)

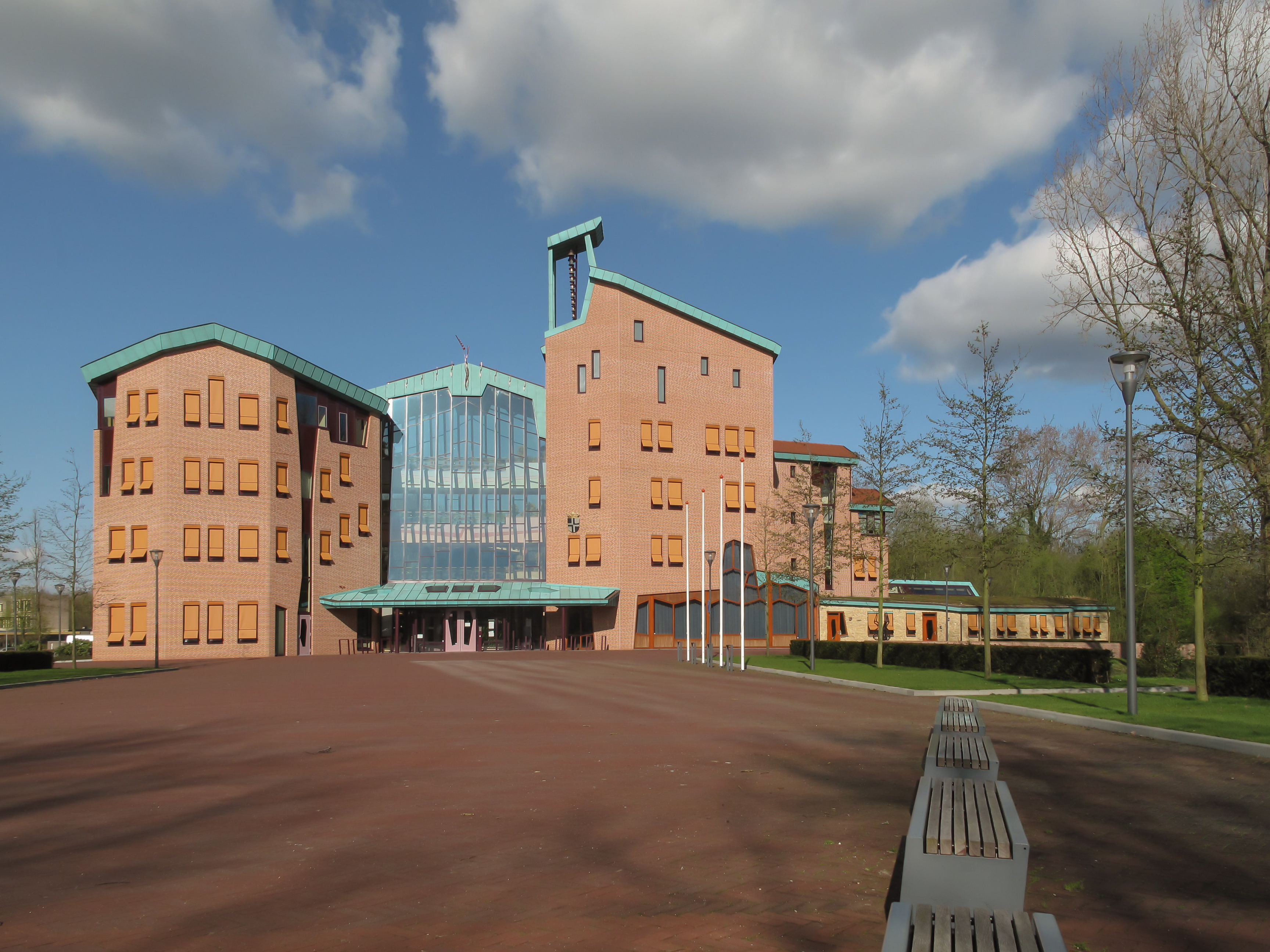
Sint-Michielsgestel, gemeentehuis

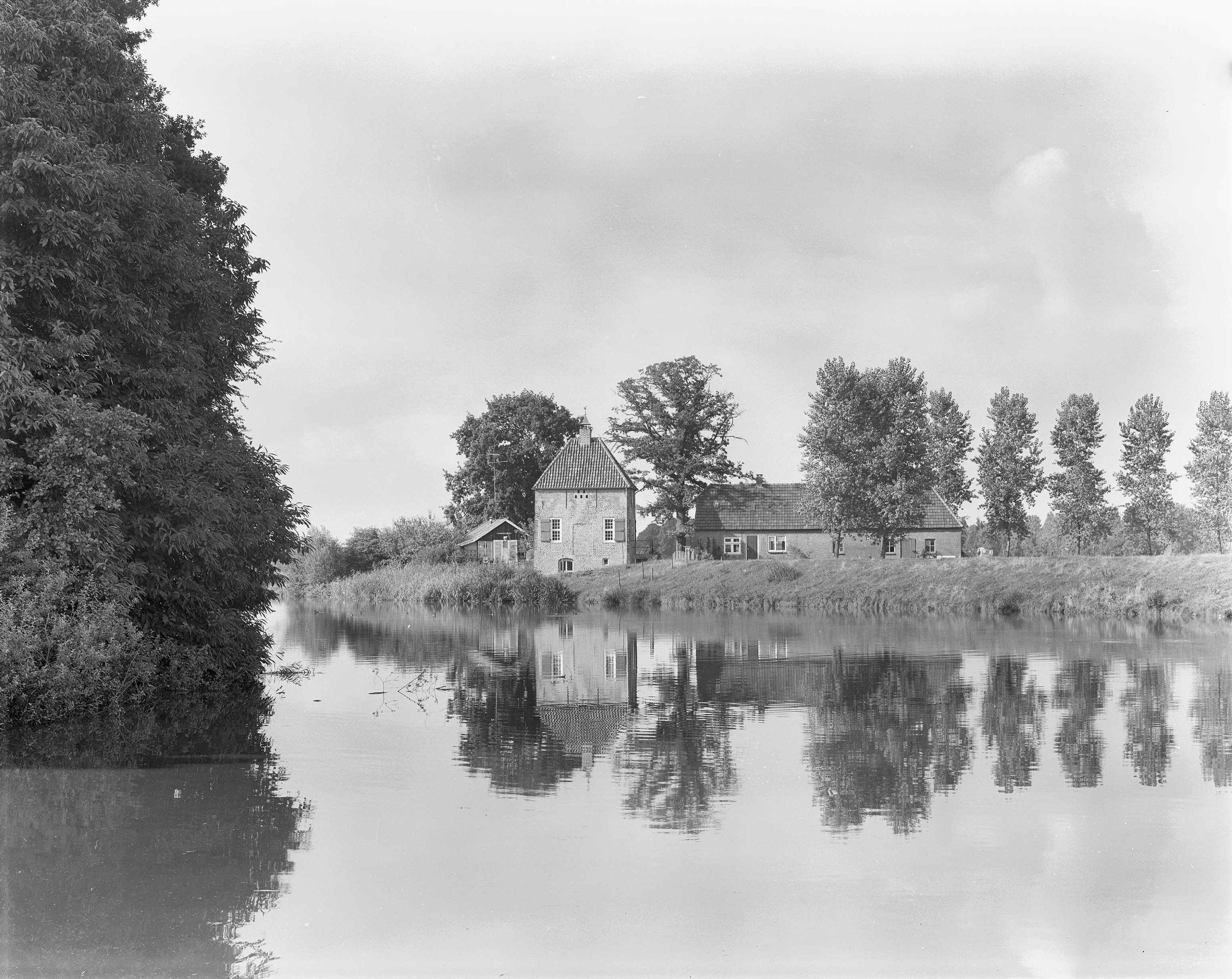
"'t Vaantje", een mogelijk rijksmonument. RCE, 1969

Sint-Michielsgestel (Gèssels: Gèssel) (uitspraakⓘ) is een gemeente in de Nederlandse provincie Noord-Brabant, gelegen in de Meierij van 's-Hertogenbosch. De gemeente telt 30.094 inwoners (22 november 2024, bron: CBS), heeft een oppervlakte van 64,40 km² (waarvan 0,35 km² water) en ligt op een hoogte van 5 meter. De hoofdplaats is het dorp Sint-Michielsgestel, dat in het Oost-Brabants ook wel Gestel genoemd wordt.

## Geschiedenis
De huidige gemeente Sint-Michielsgestel ontstond in 1996, na samenvoeging van de gemeenten Sint-Michielsgestel, Den Dungen en Berlicum. Het dorp Gemonde, dat voorheen gedeeltelijk behoorde bij de gemeenten Boxtel, Sint-Michielsgestel, Sint-Oedenrode en Schijndel, werd in zijn geheel toegevoegd aan de nieuwe gemeente Sint-Michielsgestel.

## Inwoners
| Woonplaats (BAG)    | Inwoners 2023 |
| ------------------- | ------------- |
| Berlicum            | 10.450        |
| Den Dungen          | 4.875         |
| Gemonde             | 2.220         |
| Sint-Michielsgestel | 12.590        |

## Overige kernen en gehuchten
Beekveld, Berlicum, Besselaar, De Bus, Doornhoek, Haanwijk, Halder, De Hogert, De Loofaert, Den Dungen, Gemonde, Heikantse Hoeve, Hersend, Heult, Hezelaar, Hoek, Horzik, Kerkeind, Laar, Maaskantje, Middelrode, Nijvelaar, Plein, Poeldonk, Ruimel, Tielse Hoeve, Wielsche Hoeven, Wamberg en Woud.

## Topografie
Topografische gemeentekaart van Sint-Michielsgestel, per september 2022

## Politiek
De burgemeester van Sint-Michielsgestel is Eiko Smid.

### Gemeenteraad

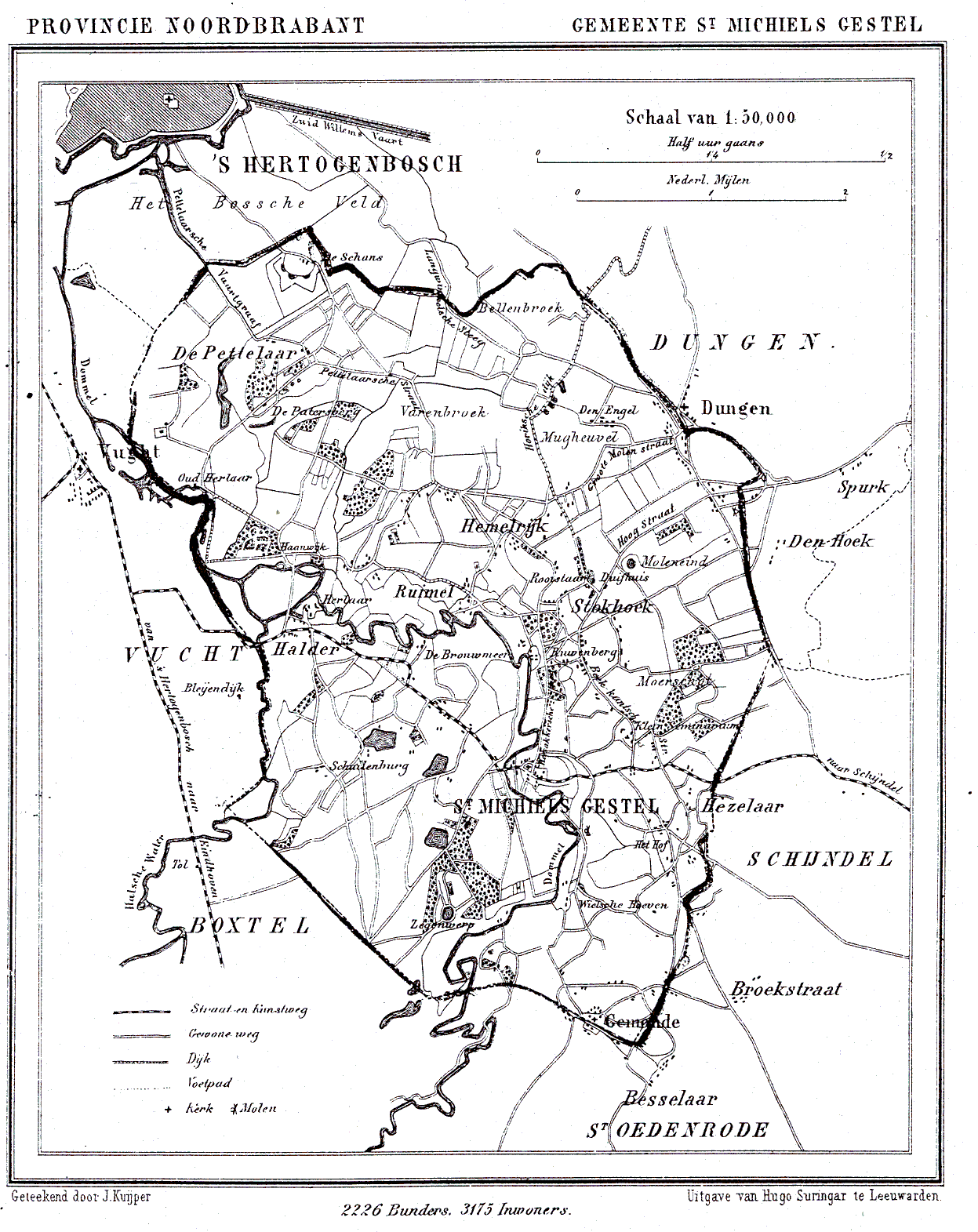
Sint-Michielsgestel in 1866

De gemeenteraad van Sint-Michielsgestel bestaat uit 21 zetels. Hieronder staat de samenstelling van de gemeenteraad sinds 1998:
| Gemeenteraadszetels              | Gemeenteraadszetels | Gemeenteraadszetels | Gemeenteraadszetels | Gemeenteraadszetels | Gemeenteraadszetels | Gemeenteraadszetels | Gemeenteraadszetels |
| Partij                           | 1998                | 2002                | 2006                | 2010                | 2014                | 2018                | 2022                |
| -------------------------------- | ------------------- | ------------------- | ------------------- | ------------------- | ------------------- | ------------------- | ------------------- |
| Plaatselijke Politieke Alliantie | 3                   | 4                   | 3                   | 4                   | 6                   | 7                   | 7                   |
| CDA                              | 6                   | 5                   | 4                   | 4                   | 3                   | 4                   | 4                   |
| DorpsGoed                        | -                   | 3                   | 4                   | 4                   | 4                   | 3                   | 3                   |
| GroenLinks/PvdA                  | -                   | -                   | -                   | -                   | -                   | -                   | 2                   |
| De Gestelse Coalitie*            | 3                   | 2                   | 2                   | 2                   | 4                   | 2                   | 2                   |
| VVD                              | 2                   | 2                   | 2                   | 1                   | 1                   | 2                   | 2                   |
| D66                              | 1                   | -                   | -                   | 2                   | 2                   | 1                   | 1                   |
| PvdA                             | 3                   | 2                   | 4                   | 2                   | 1                   | 1                   | -                   |
| GroenLinks                       | -                   | -                   | -                   | -                   | -                   | 1                   | -                   |
| Lijst Gemonde                    | 2                   | 2                   | 1                   | 1                   | -                   | -                   | -                   |
| Senioren Gestel                  | -                   | -                   | 1                   | 1                   | -                   | -                   | -                   |
| Drie-S                           | -                   | 1                   | -                   | -                   | -                   | -                   | -                   |
| Overige                          | 1                   | -                   | -                   | -                   | -                   | -                   | -                   |
| Totaal                           | 21                  | 21                  | 21                  | 21                  | 21                  | 21                  | 21                  |
| Opkomst                          |                     |                     | 57,12%              | 53,11%              | 53,24%              | 56,58%              | 54,43%              |

* De Gestelse Coalitie nam tot en met de gemeenteraadsverkiezingen van 2010 deel als 'Gestels Belang'.
In de periode van 2010 tot en met 2014 vormen DorpsGoed, PPA en CDA de gemeentelijke coalitie. Elke partij leverde één wethouder aan het college van burgemeester en wethouders van de gemeente Sint-Michielsgestel.
Na de verkiezingen in maart 2014 bestond de coalitie uit de PPA (6 zetels), De Gestelse Coalitie (4 zetels) en D66 (2 zetels). Elk van deze partijen levert één wethouder aan het huidige college van burgemeester en wethouders van de gemeente Sint-Michielsgestel. 
In de periode 2018-2022 bestond de coalitie uit PPA (7 zetels), CDA (4 zetels) en VVD (2 zetels). Voor het eerst leverde de PPA 2 wethouders waarvan Peter Raaijmakers (*̈1998) van de PPA destijds de jongste wethouder van Nederland werd.
Na de gemeenteraadsverkiezingen van 2022 werd de huidige coalitie bestaande uit PPA (7 zetels), CDA (4 zetels) en GroenLinks/PvdA (2 zetels) gevormd. Het nieuwe college trad op 12 mei 2022, acht weken ná de verkiezingsuitslag aan.

## Aangrenzende gemeenten
| Aangrenzende gemeenten | Aangrenzende gemeenten | Aangrenzende gemeenten | Aangrenzende gemeenten | Aangrenzende gemeenten |
| ---------------------- | ---------------------- | ---------------------- | ---------------------- | ---------------------- |
|                        |                        | 's-Hertogenbosch       |                        |                        |
|                        |                        |                        |                        |                        |
| Vught                  | Bernheze               |                        |                        |                        |
|                        |                        |                        |                        |                        |
| Boxtel                 |                        |                        |                        | Meierijstad            |

## Monumenten
In de gemeente zijn er een aantal rijksmonumenten en oorlogsmonumenten, zie:
- Lijst van rijksmonumenten in Sint-Michielsgestel (plaats)
- Lijst van rijksmonumenten in Sint-Michielsgestel (gemeente)
- Lijst van oorlogsmonumenten in Sint-Michielsgestel
- Lijst van Stolpersteine in Sint-Michielsgestel

## In populaire cultuur
- Het is de gemeente van Maaskantje waar de comedyserie New Kids zich afspeelt.